# Smrčanje
Smrčanje je hrup med spanjem, ki nastane zaradi tresenja mehkega neba, navadno pri spanju z odprtimi usti. Jeziček zadaj na svodu ustne votline ločuje ustno votlino od nosne. Če človek spi z zaprtimi usti vdihava in izdihava skozi nos. Če med spanjem na hrbtu odpre usta ali če mu nos zamaši sluz, povečale bezgavke, polipi ali druge tvorbe, mora dihati skozi usta in pri tem smrči.